# Mario De Clercq
Mario De Clercq (Oudenaarde, Flandes Oriental, 5 de març de 1966) va ser un ciclista belga que fou professional del 1991 al 2004. S'especialitzà en el ciclocròs on aconseguí set medalles, tres d'elles d'or, als Campionats del món.

## Palmarès en ciclocròs
- 1997-1998
  -  Campió del món en ciclocròs
- 1998-1999
  -  Campió del món en ciclocròs
  - 1r a la Copa del món en ciclocròs
- 2000-2001
  -  Campió de Bèlgica en ciclocròs
- 2001-2002
  -  Campió del món en ciclocròs
  -  Campió de Bèlgica en ciclocròs
- 2002-2003
  - 1r al Ciclocròs d'Igorre

## Palmarès en ruta
- 1988
  - Vencedor d'una etapa al Circuit Franco-Belga
- 1990
  - Vencedor d'una etapa a la Cursa de la Pau
- 1991
  - Vencedor d'una etapa a la Volta a les Valls Mineres
- 1995
  - 1r al Tour de Vendée

### Resultats a la Volta a Espanya
- 1991. Abandona

### Resultats al Tour de França
- 1992. Abandona (13a etapa)
- 1994. Abandona (18a etapa)
- 1995. Abandona (9a etapa)